# Danila Satragno
Danila Satragno (Cairo Montenotte, 16 novembre 1961) è una cantante italiana.

## Carriera
Danila Satragno è diplomata in pianoforte principale presso il Conservatorio “N. Paganini” di Genova e in musica jazz presso il Conservatorio A. Boito di Parma con il massimo dei voti.
Nel 1990 incide il suo primo L.P. Nomos, che la vede autrice e compositrice, con cui vince un premio SIAE.
Nel 1994 incide,  per la Philology,  un live con il famoso pianista statunitense Mal Waldron, che la fa annoverare tra i primi dieci nuovi talenti nazionali del Referendum Top Jazz '95, indetto dal mensile Musica Jazz.
Negli anni 1997 – 1998,  partecipa al tour Anime Salve di Fabrizio De André e alla sua tournée teatrale Mi innamoravo di tutto durante la quale viene realizzato il CD ed il video-clip del concerto; nell'ottobre 1997 partecipa al Premio Tenco di Sanremo.
Dal 1998 al 2000,  viene invitata in occasione del Jazz Festival di Durham dalla Duke University, nel North Carolina, dove si esibisce come cantante pianista.
Nel 2001 esce il suo cd Odla, registrato negli Stati Uniti, a cui segue una tournée americana che si conclude al famoso Smoke di New York.
Nel 2006, esce il cd Un lupo in darsena, il cui repertorio si basa sulla rivisitazione in jazz di famosi brani italiani con una particolare attenzione agli artisti liguri.
Nel 2007, vince il primo Italian Jazz Awards, Oscar del Jazz italiano intitolato alla memoria del pianista Luca Flores, per la categoria Best Jazz Singer.
Nel febbraio 2013, esce il suo nuovo album Sanremo in Jazz, l'album contiene dieci brani che hanno fatto la storia del Festival riadattati in chiave jazz.
Come cantante jazz ha collaborato con importanti musicisti italiani e stranieri: Fabrizio De André, Bruno Lauzi, Rossana Casale, Mango, Riccardo Zegna, Dado Moroni e molti altri.
Tra le più importanti collaborazioni come vocal trainer: Annalisa, sua conterranea, Vincent Gallo, attore e regista statunitense, Nick the Nighfly, cantante e voce di Radio Monte Carlo, Andrea Piovan, voce di Rete 4, Juliana Moreira, Karima e Chiara Canzian, protagoniste del Festival di Sanremo 2009.
Ha curato le voci di Roby Facchinetti e Red Canzian dei Pooh, Bernardo Lanzetti, Ornella Vanoni, Giusy Ferreri, Giuliano Sangiorgi dei Negramaro ed alcune giovani attrici e cantanti di Disney Channel come Mafy della serie Il mondo di Patty, Zoe Nochi, la bambina protagonista del musical Alice nel paese delle meraviglie, Luca Bizzarri, Annalisa e Mario Biondi.
Nel 2018 ha seguito come Vocal Coach Jovanotti nel suo ultimo tour Lorenzo Live Tour 2018.

## Partecipazioni radio-televisive
Nel 1989 collabora con la RAI per il programma Jazz Stereo 1.
Nel 2007 è protagonista dello speciale RAI1 Soundz e di Effetto Notte su Radio 2 con Roberto Cotroneo.
Nel 2009 è ospite della trasmissione Mattino 5 condotta da Barbara D'Urso e Brachino, dove esegue J.S. Bach in versione jazz. Partecipa a Glob con Enrico Bertolino, Amici casting di Maria De Filippi come insegnante di canto, Dott. Djembè con Stefano Bollani e David Riondino, come cantante e opinionista.
Nel maggio 2011 partecipa, come Vocal Coach, allo show di Carlo Conti su Rai 1 Lasciami cantare!.
Nel 2017 partecipa come Vocal Coach alla 11ª edizione di Xfactor.

## Libri e App
A novembre 2010 crea un'applicazione mondiale per iPhone e iPod Touch: Voice Tuner che raggiunge il quarto posto in classifica su Apple Store.
A febbraio 2011, pubblica Voglio cantare (libro + DVD), edito dalla Sperling e Kupfer. Il libro illustra Vocal Care il metodo di insegnamento da lei elaborato in 27 anni di studi,  adatto non solo ai professionisti della musica, ma anche alle persone comuni che hanno a cuore la cura della propria voce.
Voglio Cantare ottiene ben presto un notevole successo di vendita, cosicché dopo solo due mesi è già in ristampa.
Nel novembre 2012, esce il suo secondo libro Accademia di canto (libro + DVD), sempre edito dalla Sperling e Kupfer, che include anche un programma specifico per i cantanti bambini.
A Novembre 2018 è uscito il suo terzo libro Tu sei la tua voce (libro + DVD + contenuti multimediali speciali), edito dalla Sperling e Kupfer, scritto in collaborazione con il Life Coach Roberto Re.

## Discografia
- 1988 - Nomos
- 1989 - Il dorso della balena
- 1990 - Lo stato naturale
- 1990 - Magic night
- 1999 - De Andrè in concerto 1
- 2000 - Aia de Respia
- 2001 - Louisiana
- 2002 - Odla
- 2002 - De Andrè in concerto 2
- 2006 - Un lupo in darsena
- 2013 - Sanremo in jazz